# Jacob Pauly
Pour les articles homonymes, voir Pauly.
Jacob Rudolph Pauly (né le 11 mars 1850 à Cochem et mort le 28 août 1919 dans la même ville) est un homme d'affaires allemand, propriétaire de vignobles et député du Reichstag.

## Biographie
Pauly étudie au lycée de Cochem et est propriétaire d'une quincaillerie avec un atelier. À partir de 1896, il est propriétaire de cave. Il est également conseiller municipal, membre du conseil de l'église, du conseil d'arrondissement, député d'arrondissement et président du conseil de surveillance de la Cochemer Ban. Il s'enrôle volontairement au déclenchement de la guerre franco-allemande, participe à la campagne en tant que caporal volontaire pendant un an dans la  Division Kummer et après avoir passé son examen d'officier, il a quitté l'armée en tant que sergent de milice. Il reçoit la pièce commémorative de guerre 1870/1871.
De 1909 à 1918, il est député du Reichstag pour la 6e circonscription de Coblence (Adenau (de), Cochem, Zell) en tant que membre du Zentrum. De 1915 à 1918, il est également membre du parlement provincial de Rhénanie.

## Famille
Jacob Rudolph Pauly (orthographe différente Pauli) est le fils du 2e mariage de Johann Josef Pauli (née le 3 mars 1804) avec Eva née Menzel. Il se marie le 12 août 1875 avec Anna Maria née Lenz (née le 8 avril 1857 à Cochem), fille de Jakob Lenz et Margaretha Lenz née Michels. Le couple a trois enfants ensemble, Jakob Rudolf (de) jun. (1877-1956), Josef (né le 10 décembre 1879) et Maria Anna (née le 18 juin 1886).